# Bom Jesus (Belo Horizonte)
Bom Jesus é um bairro da região administrativa do Noroeste, na cidade de Belo Horizonte, em Minas Gerais, que teve seu loteamento aprovado em 1928/29 com o nome de Vila Lagoinha e a partir de 1951 passou a denominar-se Vila Senhor Bom Jesus e posteriormente apenas Bairro Senhor Bom Jesus.
É um bairro que cresceu em torno da Igreja do Senhor Bom Jesus, situada na praça e no bairro de mesmo nome, que foi elevada a paróquia em 1942 e que, em 1983, com a construção da nova matriz, foi elevada a Santuário Arquidiocesano. É um bairro antigo e sua população, em geral, é formada por descendentes dos primeiros moradores.
É atendido pelas linhas de ônibus 4113, 4032, 9402 e 9404.

## Ligações Externas
- Dados gerais sobre a cidade de Belo Horizonte